# Îlet à Colas
Îlet à Colas är en ö i Guadeloupe (Frankrike). Den ligger i den centrala delen av Guadeloupe, 40 km norr om huvudstaden Basse-Terre.